# Рендуличі
45°23′ пн. ш. 15°17′ сх. д. / 45.39° пн. ш. 15.28° сх. д.
Рендуличі (хорв. Rendulići) — населений пункт у Хорватії, в Карловацькій жупанії у складі громади Босилєво.

## Населення
Населення за даними перепису 2011 року становило 10 осіб.
Динаміка чисельності населення поселення: